# Gaspara Stampa
Pour les articles homonymes, voir Stampa (homonymie).
Gaspara Stampa, née en 1523 à Padoue, morte le 23 avril 1554 à Venise, est une poétesse italienne. Elle est considérée par certains comme une des plus grandes poétesses de l'Italie de la Renaissance. Elle incarne l'amante délaissée, qui nous fait la confidence à travers son œuvre poétique de ses amours passées et de son chagrin.

## Biographie
Le père de Gaspara Stampa, Bartolomeo, originaire de Milan, était bijoutier et marchand d'or à Padoue, et sa mère, Cecilia, originaire de Venise. Lorsque Gaspara Stampa a huit ans, son père meurt. Sa mère revient s'installer à Venise avec ses enfants, Gaspara, Cassandra, et Baldassarre, qu'elle continue à instruire, leur dispensant une solide éducation humaniste en littérature, musique, histoire, peinture, etc. Gaspara et Cassandra excellent à chanter et à jouer du luth. Quelques années après leur arrivée à Venise, le domicile de la famille Stampa devient le lieu d'un salon littéraire fréquenté par quelques personnalités artistiques de la cité, écrivains, peintres et musiciens, tels Francesco Sansovino, Giuseppe Betussi ou encore Anton Francesco Doni.
Quand son frère meurt en 1544, Gaspara Stampa en est très meurtrie et envisage de devenir nonne : une célèbre religieuse, Paola Antonia Negrin, des Sœurs Angéliques de Saint Paul, l'encourage en ce sens. Elle revient toutefois  à la dolce vita de Venise, et connait sans doute une histoire d'amour avec le comte Collaltino di Collalto, un homme d'armes, mélomane et poète. La relation aurait été rompue en 1550 par Collaltino di Collalto. Gaspara Stampa est à nouveau très touchée par cet abandon, et connaît une période de prostration et de dépression. De cette période résulte également l'essentiel des 311 poèmes qui lui sont attribués. A la façon du Canzoniere de Pétrarque, son recueil de poésie est consacré à ses tourments amoureux.
En 1550, Gaspara Stampa devient membre de l'Accademia dei Dubbiosi sous le nom de Anaxilla. Vers la fin de l'année, Collaltino revient à Venise, et Gaspara Stampa reprend contact, mais bientôt, profondément déprimée, elle rompt cette relation avec Collaltino et amorce une nouvelle relation avec un autre homme, Bartolomeo Zen.
Entre 1551 et 1552, Gaspara Stampa connaît une période de relative tranquillité. Mais l'année suivante, son état de santé empire. Elle  passe quelques mois à Florence en espérant que le climat plus doux puisse la guérir. Elle retourne ensuite à Venise, tombe malade avec une forte fièvre, et au bout de quinze jours, meurt, le 23 avril 1554.
En octobre 1554, Pietrasanta publie la première édition de la poésie de Stampa, une édition préparée par sa sœur Cassandra et dédié à Giovanni Della Casa, dans un recueil posthume dénommé Rime.

## Postérité
Près de quatre siècles plus tard, le poète autrichien Rainer Maria Rilke se réfère à Gaspara Stampa dans la première de ses Élégies de Duino,.

## Études et controverses sur sa vie et son œuvre
Plusieurs controverses ont porté sur la vie et l’œuvre de Gaspara Stampa, révélatrices des préjugés et des modes de pensée de chaque époque. Au XIXe siècle et début du XXe siècle, quelques chercheurs ont débattu de la profession de Gaspara Stampa et ont soulevé l'hypothèse d'une courtisane. Stampa est une femme célibataire qui gagne sa vie a priori en tant que musicienne et chanteuse dans des salons littéraires, des ridotto et des lieux publics de Venice. Peu de documents nous sont parvenus détaillant la vie de Stampa, et bien des auteurs ont repris, sans plus de vérification, les éléments figurant dans la publication en 1738 de son œuvre par un descendant du comte Collaltino di Collalto, Antonio Rambaldo di Collalto. Dans sa préface, Antonio Rambaldo présente Gaspara Stampa comme une jeune femme séduite et abandonnée, en cohérence avec les poèmes. En 1913, le critique italien Abdelkader Salza a réactivé les questions sur ce thème et a contesté cette présentation de Gaspara Stampa, trop romantique à son goût. Il a publié sa version de l'œuvre de Gaspara Stampa, en partie réagencée, en la confrontant à celle de Veronica Franco, courtisane connue. Épluchant les archives vénitiennes, il a fait émerger des documents jusqu'alors inconnus, telles que des dédicaces, des éloges et des lettres, mais finalement rien qui ne confirme son hypothèse d'une courtisane. Un critique italien qui lui est contemporain, Eugenio Donadoni, a souligné les faiblesses de son argumentation dans son ouvrage publié en 1919, Gaspara Stampa: vita e opera.
À partir des années 1970, un regain d'intérêt est constaté sur Gaspara Stampa, et la place de son œuvre dans la littérature italienne du XVIe siècle, qui s'inscrit en partie dans une mise en exergue des autrices féminines dans l'histoire de la littérature. Un des chercheurs les plus influents sur Gaspara Stampa est Fiora A. Bassanese, mais des travaux ont été également publiés par Frank Warnke (Three Women Poets: Renaissance and Baroque, en 1987) ; Martha Feldman, (The Academy of Domenico Venier, Music’s Literary Muse in Mid-Cinquecento Venice en 1991) ; Janet L. Smarr (Gaspara Stampa’s Poetry for Performance en 1991) ; Patricia B. Phillippy, (Altera Dido: The Model of Ovid’s Heroides in the Poems of Gaspara Stampa and Veronica Franco en 1992); Laura Anna Stortoni and Mary Prentice Lillie (Selected Poems en 1994) ; Robert J. Rodini, (Post-Petrarchan and Language(s) of Desire en 1996) ; Irma B. Jaffe, Shining Eyes et Cruel Fortune (The Lives and Loves of Italian Renaissance Women Poets en 2002); ou encore Stanley Benfell (Translating Desire in Vittoria Colonna and Gaspara Stampa en 2005), .
Si la plupart des recherches donnent à son œuvre une portée autobiographique, certaines se sont interrogés sur cet aspect, jusqu'à prendre l'hypothèse inverse d'amours de fiction, ou d'amours très idéalisées. La question a d'ailleurs été posée dans des termes très proches pour le Canzoniere de Pétrarque. Peut-être a-t-elle simplement amplifié les sentiments pour étonner et se distinguer, ce qui n'enlèverait rien à son art ? Ou faut-il parler comme Paul Veyne d'une « poésie qui ne plaide le réel que pour glisser une imperceptible fêlure entre elle et lui »,, ?